# Tasha Schwikert
Tasha Schwikert, née le 21 novembre 1984 à Las Vegas, est une gymnaste artistique américaine.

## Palmarès

### Jeux olympiques
- Sydney 2000
  -  médaille de bronze au concours par équipes

### Championnats du monde
- Anaheim 2003
  -  médaille d'or au concours par équipes
- Gand 2001
  -  médaille de bronze au concours par équipes

### Autres
- American Cup 2002 :
  -  1re au concours général